# Cnesteboda
Cnesteboda is een geslacht van vlinders van de familie bladrollers (Tortricidae).

## Soorten
- C. anisocornutana (Razowski, 1964)
- C. celligera (Meyrick, 1918)
- C. facilis (Meyrick, 1912)
- C. haruspex (Meyrick, 1912)
- C. musculus (Diakonoff, 1948)
- C. spinosa (Diakonoff, 1948)
- C. variabilis (Diakonoff, 1941)